# 博拉爾代河
42°35′43″N 69°20′44″E / 42.5953°N 69.3455°E
博拉爾代河是哈薩克斯坦的河流，位於該國南部突厥斯坦州，處於首都努爾-蘇丹以南1,000公里，屬於阿雷斯河的右支流，河道全長130公里，流域面積1,760平方公里。

## 外部連結
- Boralday sa Geonames.org (cc-by); post updated 2013-05-07; database download sa 2015-05-23